# Internierung Deutscher in den Vereinigten Staaten während des Zweiten Weltkrieges

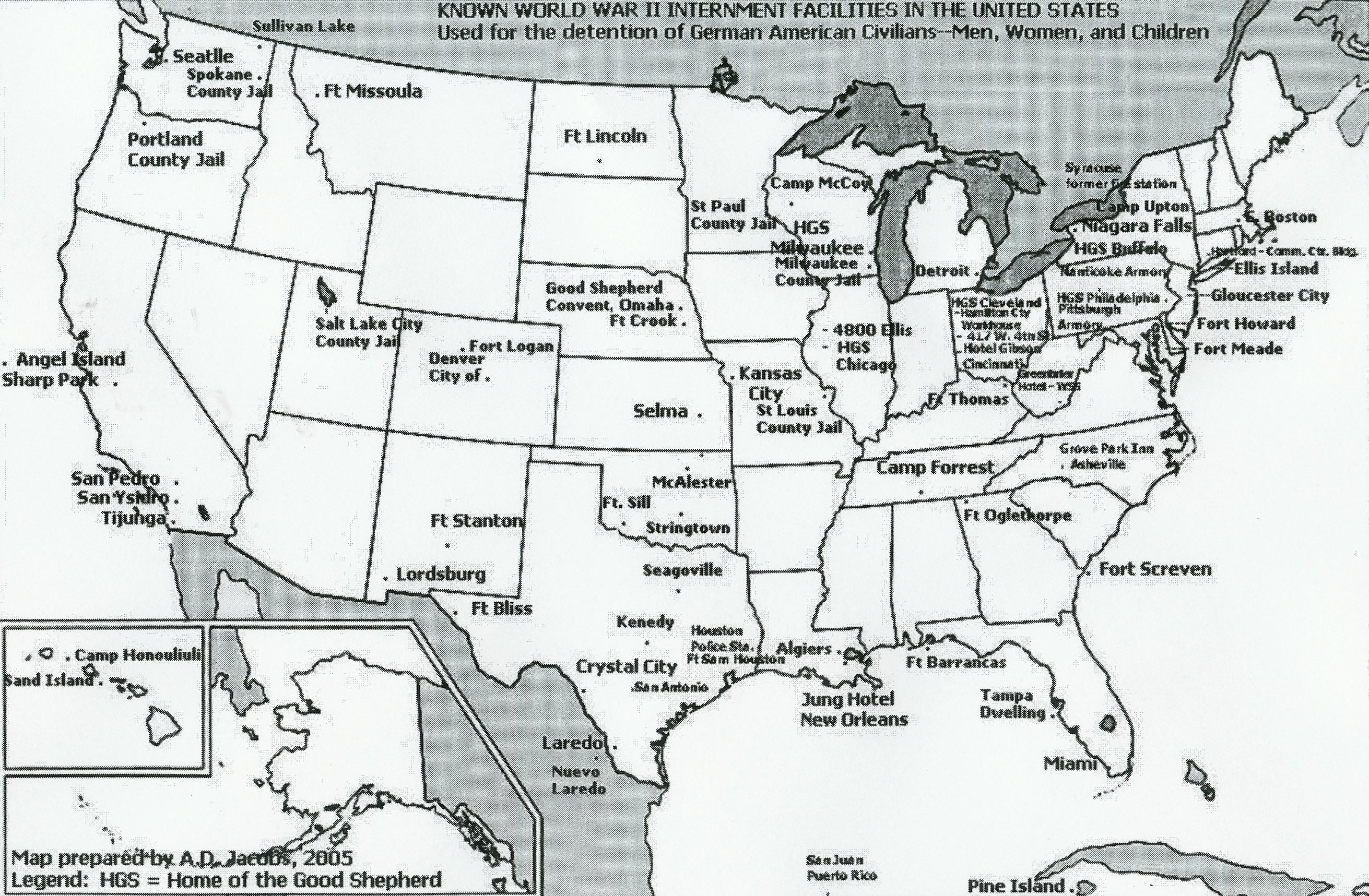
Internierungslager für deutsche Staatsbürger und Deutschamerikaner während des Zweiten Weltkrieges

Während des Zweiten Weltkrieges wurden deutsche Staatsbürger, die in den Vereinigten Staaten lebten, und Deutschamerikaner als „Enemy Aliens“ klassifiziert. Dadurch bestand die rechtliche Grundlage, sie unter Zwang  in Lager zu internieren. Anders als bei der Internierung japanischstämmiger Amerikaner, die annähernd alle von der Regelung betroffenen auch zwangsweise umsiedelte und internierte, wurden von den rund 6 Millionen Deutschen und deutschstämmigen zwischen 1940 und 1948 nur etwas über 11.500 tatsächlich zumindest zeitweise in Lager eingewiesen.
Zusätzlich forderte das Federal Bureau of Investigation (FBI) nach dem japanischen Luftangriff auf Pearl Harbor süd- und zentralamerikanische Länder dazu auf, die dort lebenden Deutschen an die US-amerikanische Regierung auszuliefern. So wurde eine geringe Zahl weiterer Deutscher aus Süd- und Mittelamerika in die Vereinigten Staaten deportiert und dort interniert.

## Vor dem Zweiten Weltkrieg
Bereits während des Ersten Weltkrieges wurden ca. 6500 deutsche Staatsbürger und Deutschamerikaner in verschiedenen Lager interniert.  Zwischen den beiden Weltkriegen distanzierte sich ein Großteil der in den Vereinigten Staaten lebenden Deutschen zusehends von der Politik ihres Heimatlandes. Vor allem nationalsozialistisches Gedankengut galt als konträr zu einer liberalen amerikanischen Überzeugung.
Bereits in den 1920er Jahren begannen die deutschen Nationalsozialisten u. a. mit Hilfe von Kurt Lüdecke und Fritz Gissibl sowie später auch Heinz Spanknöbel, innerhalb der Deutschen Gemeinschaft für eine Nationalsozialistische Partei zu werben. Dies war allerdings nur mäßig erfolgreich.
Die sogenannte Auslandsorganisation der NSDAP (NSDAP/AO) versuchte seit dem Überfall auf Polen und dem Beginn des Zweiten Weltkrieges verstärkt, die in den Vereinigten Staaten lebenden Deutschen zu registrieren und infolgedessen auch zu organisieren. Durch die Unterstützung öffentlicher Auftritte uniformierter und registrierter Mitglieder sollten weitere Anhänger angeworben werden. Auch die offensichtlich nationalsozialistisch orientierte Organisation, der sogenannte German-American Bund, machte sich solche Auftritte zunutze, um sich medienwirksam zu inszenieren und zu präsentieren. Durch derlei Aufmerksamkeit wurde dem Bündnis mehr Einfluss zugeschrieben, als es letztlich hatte.
1930 lebten in den Vereinigten Staaten 1,6 Millionen deutsche Staatsangehörige, zwei Drittel waren bereits vor dem Ersten Weltkrieg in die USA emigriert. Von den über sieben Millionen Menschen mit deutschen Vorfahren, welche 1930 in den Vereinigten Staaten lebten, waren über 75 % bereits dort geboren worden. Im Vergleich dazu lebten 1940 in den Vereinigten Staaten ca. 1,2 Millionen deutsche Staatsangehörige. 5 Millionen hatten deutsche Eltern und 6 Millionen zumindest einen deutschen Elternteil.

## Internierung von 1940–48
Bereits zwei Stunden nach dem japanischen Angriff auf Pearl Harbor wurde unter Leitung des FBI in 35 Bundesstaaten über 2300 Ausländer festgenommen, darunter auch 865 Deutsche. Auf Hawaii selber wurde in kürzester Zeit die gesamte Deutsche Gemeinschaft verhaftet.  Hier wurden 1260 Deutsche inhaftiert, die zuvor bereits unter staatlicher Beobachtung gestanden hatten. Insgesamt wurden von 1940 bis 1948 11.507 Personen deutscher Abstammung inhaftiert. Dies entspricht einem Anteil von 36,1 % der unter dem sogenannten Enemy Alien Control Program Inhaftierten. Hinter diesem Programm verbergen sich drei Proklamationen von Franklin D. Roosevelt. Die erste, Proklamation 2525, wurde am 7. Oktober 1941 als Antwort auf den japanischen Angriff auf Pearl Harbor verkündet und betraf nur Japanische Staatsangehörige und deren Kinder auf dem amerikanischen Territorium. Im Dezember 1941 folgten die Proklamationen 2526 und 2527, mit denen analog zur Proklamation 2525 nun auch Menschen deutscher und italienischer Abstammung zu Enemy Aliens erklärt wurden. Die gesetzlichen Rahmenbedingungen hierfür waren der 1918 reformulierte Alien and Sedition Acts (auch Alien Enemy Act) und der Alien Registration Act of 1940, der auch unter dem Namen Smith Act bekannt wurde.
Die Angaben darüber, wie viele Menschen deutscher Abstammung aufgrund des Enemy Alien Control Program inhaftiert wurden, sind widersprüchlich. Neben deutschen Staatsbürgern wurden in wenigen Fällen auch Deutschamerikaner interniert. So wurde beispielsweise den Familien der Internierten erlaubt, diese in die jeweiligen Inhaftierungslager zu begleiten. Dies traf im Besonderen auf Familien zu, bei denen ein Elternteil deutsch und andere US-Staatsbürger war. Deren Kinder waren durch das „Birthright citizenship“ rechtlich amerikanische Staatsbürger. Dabei wurden auch deutsche Staatsbürger inhaftiert, welche aufgrund der Ereignisse von und nach 1933 Deutschland verlassen hatten, um politisches Asyl in den Vereinigten Staaten zu erhalten.
Die Internierung deutscher Staatsbürger und Deutschamerikaner wurde nach Ende des Zweiten Weltkrieges von verschiedenen Quellen teils sehr unterschiedlich bewertet. Während sie einerseits als unrechtmäßige Freiheitsberaubung angesehen wurde, begründeten andere die Inhaftierung als Erfolg gegen die sich vermehrenden Fälle von Spionage und Sabotage von deutscher Seite. Als sicher kann nur gelten, dass die Internierung bereits zu Beginn des Kriegseintritts der USA kontrovers diskutiert wurde und dass sie in doppelter Hinsicht als verfassungswidrig zu gelten hat. So kann die Internierung als Verstoß erstens gegen das Recht, als Angehöriger jeder Staatszugehörigkeit in Freiheit und unter prinzipieller Annahme der Unschuld in den Vereinigten Staaten leben zu können, verstanden werden und zweitens gegen die Pflicht einer Nation, seine Bürgerinnen und Bürgern auch in Kriegszeiten zu schützen.

## Deportierung Deutscher aus Süd- und Mittelamerika
Circa 4500 deutsche Staatsangehörige wurden aus Süd- und Mittelamerika in die Vereinigten Staaten deportiert und in Lagern untergebracht, die dem Justizministerium unterstellt waren. Zu Beginn des Krieges hatte das Federal Bureau of Investigation (FBI) in fünfzehn süd- und mittelamerikanischen Ländern eine Liste von mutmaßlichen staatsfeindlich gesinnten Personen angefertigt. Nach dem Angriff auf Pearl Harbor forderten die Vereinigten Staaten die Deportierung dieser Personen, um diese auf US-amerikanischem Staatsgebiet zu inhaftieren und letztlich zu internieren. Von diesen Deportationen waren vermutlich 4058 deutsche Staatsbürger betroffen, 10–15 % NSDAP-Mitglieder, von denen einige direkt von der NSDAP/AO zur Rekrutierung abgestellt worden waren.
81 Personen dieser Gruppe waren deutsche Juden, welche der nationalsozialistischen Diktatur in Deutschland entflohen waren, um in Süd- und Mittelamerika Asyl zu beantragen. Viele der über 4000 Deportierten hatten schon Jahre oder sogar Jahrzehnte in Süd- und Mittelamerika gelebt. Teilweise führte die durch die Vereinigten Staaten ausgesetzte Belohnung zur Identifikation, Stigmatisierung und anschließenden Deportation der in Süd- und Mittelamerika lebenden Deutschen. Allerdings weigerten sich auch manche Länder mit den Vereinigten Staaten zu kooperieren, was im Besonderen auf Argentinien, Brasilien, Chile und Mexiko zutrifft. In einigen Fällen wurde der Besitz der Deportierten von staatlicher Seite aus konfisziert.
Die Lager der aus Süd- und Mittelamerika deportierten Deutschen befanden sich hauptsächlich in Texas (Camps Crystal City, Kennedy, Seagoville), Florida (Camp Blanding), Oklahoma (Stringtown), North Dakota (Fort Lincoln), Tennessee (Camp Forrest) sowie weiteren Bundesstaaten.

## Zeit nach dem Zweiten Weltkrieg
Nach dem Zweiten Weltkrieg behielt sich die US-amerikanische Regierung vor, die internierten Deutschen und Deutschamerikaner vorerst und zum Teil bis 1948 weiter in der Internierung zu halten. Nach Ende des Zweiten Weltkrieges wurden viele Inhaftierte entweder frei gelassen oder über Ellis Island nach Deutschland gebracht, wo nicht wenige erneut festgenommen wurden, bis ihre Unschuld durch ein Gericht beurteilt werden konnte. Die Gerichtsverfahren erwiesen sich dabei teilweise wegen fehlender Deutschkenntnisse als schwierig. Viele der nun in Deutschland Inhaftierten waren in den Vereinigten Staaten geboren worden und hatten nie die deutsche Sprache erlernt.
Die Resozialisierung Internierter wurde zudem dadurch erschwert, dass die USA die Inhaftierung Deutscher und Deutschamerikaner nie anerkannten und so die ehemaligen Gefangenen während der Arbeitssuche ihre Lagervergangenheit verschweigen mussten, um nicht als ehemalige Sträflinge stigmatisiert zu werden.

## Aktuelle Debatte und Forschungsgegenstand
Die Inhaftierung Deutscher und Deutschamerikaner wurde lange Zeit sowohl von offizieller als auch von wissenschaftlicher Seite aus abgestritten.
Während die Japanischen Amerikaner relativ bald nach Kriegsende Rechtsschutz, formale Anerkennung sowie finanzielle Kompensation erhielten, fehlt dergleichen bis heute für die deutschen Staatsbürger und Deutschamerikaner, deren Internierung nicht offiziell anerkannt ist.
Ebenso ist umstritten, inwiefern das sogenannte „Enemy Aliens“ Programm, welches bereits vor Kriegsbeginn begonnen wurde, seinem Anspruch der Inhaftierung und Internierung potentieller „gefährlicher und illoyaler“ Personen gerecht wurde. Arnold Krammer geht davon aus, dass lediglich 20 Prozent der Inhaftierten tatsächlich Nationalsozialisten waren.
Seit Ende des 20. Jahrhunderts kämpfen ehemalige Inhaftierte um Anerkennung und Aufarbeitung der Internierung. Sie werfen den Verantwortlichen Verstöße gegen die Menschlichkeit vor und fordern finanzielle Entschädigung.
2005 gründete sich die Organisation „German American Internee Coalition“ mit dem Ziel, die Inhaftierung, Heimführung sowie den Austausch von Zivilisten deutscher Herkunft während des Zweiten Weltkrieges publik zu machen und politische Anerkennung zu erwirken.
2001 wurde mit dem sogenannten „European Americans and Refugees Wartime Treatmend Study Act“ ein Gesetzesentwurf eingebracht, der es einer unabhängigen Untersuchungskommission ermöglichen sollte, während des Zweiten Weltkrieges getroffene politische Entscheidungen gegen Staatsangehörige verfeindeter Nationen zu untersuchen. Dieses Gesetz wurde 2007 vom Senat verabschiedet, scheiterte aber im Repräsentantenhaus.
Krammer, der sich ausgiebig mit der Internierung Deutscher und Deutschamerikaner befasst hat, schrieb bereits 1996:

„Gänzlich unverständlich [...] ist, da[ss] die Internierung Tausender Deutscher im Zweiten Weltkrieg fast fünf Jahrzehnte danach noch immer nicht als historisches Faktum anerkannt wird.“

## Videographie
- Michaela Kirst: Zum Nazi verdammt. Deutsche in amerikanischen Lagern. Deutschland 2008, TC: 00:00:00-00:52:00.